# Daewoo Damas
Daewoo Damas je automobil vyráběný jihokorejskou automobilkou Daewoo od roku 1991. V současnosti se vyrábí jeho druhá generace pod názvem Daewoo Labo. Na některých trzích se prodává pod názvem Daewoo Attivo a ve Střední Americe je tento vůz znám jako Chevrolet CMV a Chevrolet CMP.
Je to MPV, vyrábí se jako dvoumístný užitkový vůz, pětimístný nebo sedmimístný osobní vůz a pickup. Stupně výbavy jsou označeny jako STD (Standard) DLX (De Luxe) a Super. Motor o objemu 800 cm³ je poháněn LPG.